# Tickhill
Tickhill – miasto i civil parish w Wielkiej Brytanii, w Anglii, w hrabstwie South Yorkshire, w dystrykcie metropolitalnym Doncaster. Leży 9,8 km od miasta Doncaster, 24,4 km od miasta Sheffield i 224,5 km od Londynu. W 2011 roku civil parish liczyła 5228 mieszkańców.